# 성산별곡
〈성산별곡〉(星山別曲)은 정철이 1560년(명종 15년)에 지은 가사이다. 정철이 당쟁으로 인해 성산(현재 전라남도 담양군 창평면 지곡리)에 내려와 머무를 당시 처외재당숙(妻外再堂叔) 김성원을 위하여 지었다고 한다. 원전에 따라 내용이 조금 다른 것이 있다. 내용은 성산 기슭에 있는 서하당(棲霞堂), 식영정(息影亭)을 중심으로 사시(四時) 풍경의 변화와 김성원의 풍류를 칭찬한 것이다. 서사(緖詞), 춘사(春詞), 하사(夏詞), 추사(秋詞), 동사(冬詞), 결사(結詞)로 구성되어 있다.

## 내용
- 서사 : 김성원의 풍류 생활과 식영정 근처의 경치
- 본사
  - 춘사 : 성산의 봄 경치와 김성원의 생활
  - 하사 : 시원하고 한적한 여름의 풍경
  - 추사 : 성산의 가을 달밤에 노니는 모습
  - 동사 : 눈 덮인 성산의 겨울 경치와 산속에서의 생활
- 결사  : 무상한 세태와 전원생활의 흥취

## 같이 보기
- 관동별곡
- 사미인곡